# Marin Oršulić
Marin Oršulić (Metković, 25 agosto 1987) è un allenatore di calcio ed ex calciatore croato, di ruolo difensore.

## Carriera

### Giocatore

#### NK Zagabria
Oršulić ha cominciato la carriera professionistica con la maglia dello NK Zagabria. Dal 2006 al gennaio 2013 ha totalizzato 105 presenze nella Prva hrvatska nogometna liga, con 5 reti all'attivo.

#### Xəzər-Lənkəran
Nel 2013, è stato ingaggiato dagli azeri dello Xəzər-Lənkəran. Ha debuttato nella Premyer Liqası in data 11 febbraio, subentrando a Robert Alviž, nella sconfitta casalinga per 2-3 contro l'İnter Baku. Ha disputato 17 partite in questa porzione di stagione, tra campionato e coppa: lo Xəzər-Lənkəran si è classificato all'8º posto, qualificandosi all'Europa League 2013-2014 in virtù della finale di coppa nazionale persa contro il Neftçi Baku. Il 2 luglio 2013, allora, Oršulić ha potuto esordire nelle competizioni europee per club, schierato titolare nel pareggio per 1-1 sul campo dei maltesi degli Sliema Wanderers.

#### Zadar
Terminata l'esperienza azera, Oršulić è tornato in patria per militare nelle file dello Zara. Ha esordito in squadra il 5 ottobre, impiegato da titolare nel pareggio a reti inviolate maturato sul campo dell'Osijek. Il 4 novembre ha segnato l'unica rete stagionale, nella vittoria per 0-2 in casa dello Hrvatski Dragovoljac. Ha chiuso l'annata con il bottino di 20 partite giocate e una rete all'attivo, con lo Zara al 7º posto finale.

#### CSKA Sofia
A luglio 2014, Oršulić è stato ingaggiato dai bulgari del CSKA Sofia. Ha esordito nell'A PFG, subentrando a Denis Prychynenko nella vittoria per 0-1 sul campo del Liteks Loveč. Il 6 dicembre ha segnato la prima rete nella massima divisione locale, contribuendo al successo per 2-0 sul Lokomotiv Plovdiv. Ha totalizzato 16 presenze e 2 reti nel corso della stagione, con il CSKA Sofia che ha chiuso il campionato al 2º posto finale.

#### Tromsø
Il 13 agosto 2015, senza contratto, si è aggregato ai norvegesi del Tromsø per allenarsi con il resto della squadra in vista di un possibile tesseramento. Il giorno seguente ha firmato un contratto valido fino al termine della stagione in corso. Ha esordito nell'Eliteserien in data 21 agosto, subentrando a Christian Landu Landu nella sconfitta per 1-0 sul campo del Lillestrøm.

#### Omonia
Il 14 gennaio 2016, i ciprioti dell'Omonia hanno annunciato d'aver trovato un accordo con Oršulić. Il croato ha effettuato il proprio esordio in squadra il successivo 23 gennaio, schierato titolare nel successo casalingo per 1-0 sull'Ermis Aradippou. Rimasto in squadra fino al mese di febbraio 2017, ha totalizzato 33 presenze tra tutte le competizioni.

#### Seongnam
Il 3 febbraio 2017, i sudcoreani del Seongnam hanno ufficializzato l'ingaggio di Oršulić.

### Allenatore
Inizia la carriera da allenatore nel luglio 2019 prendendo le redini del Neretvanac Opuzen militante in 3.HNL. Nel settembre 2022 succede da Goran Karoglan la panchina del Croatia Zmijavci militante in 1.NL. Un mese dopo in seguito alla sconfitta casilinga contro il Cibalia (0-2) si dimette dalla panchina del Croatia Zmijavci.
Il 12 luglio 2023 succede a Dragan Blatnjak la panchina del HNK Zara. Nel luglio dell'anno seguente lascia la panchina della squadra zaratina per prendere le redini del Solin, militante in 2.NL. Tuttavia, il 15 ottobre dello stesso anno, si dimette anche da questa posizione.

## Statistiche

### Presenze e reti nei club
Statistiche aggiornate al 6 febbraio 2017.
| Stagione              | Club                  | Campionato            | Campionato | Campionato | Coppe nazionali | Coppe nazionali | Coppe nazionali | Coppe continentali | Coppe continentali | Coppe continentali | Supercoppe | Supercoppe | Supercoppe | Totale | Totale |
| Stagione              | Club                  | Comp                  | Pres       | Reti       | Comp            | Pres            | Reti            | Comp               | Pres               | Reti               | Comp       | Pres       | Reti       | Pres   | Reti   |
| --------------------- | --------------------- | --------------------- | ---------- | ---------- | --------------- | --------------- | --------------- | ------------------ | ------------------ | ------------------ | ---------- | ---------- | ---------- | ------ | ------ |
| 2006-2007             | NK Zagabria           | 1.HNL                 | 5          | 1          | CC              | ?               | ?               | -                  | -                  | -                  | -          | -          | -          | 5+     | 1+     |
| 2007-2008             | NK Zagabria           | 1.HNL                 | 15         | 1          | CC              | ?               | ?               | -                  | -                  | -                  | -          | -          | -          | 15+    | 1+     |
| 2008-2009             | NK Zagabria           | 1.HNL                 | 18         | 0          | CC              | ?               | ?               | -                  | -                  | -                  | -          | -          | -          | 18+    | 0+     |
| 2009-2010             | NK Zagabria           | 1.HNL                 | 21         | 0          | CC              | ?               | ?               | -                  | -                  | -                  | -          | -          | -          | 18+    | 0+     |
| 2010-2011             | NK Zagabria           | 1.HNL                 | 13         | 0          | CC              | ?               | ?               | -                  | -                  | -                  | -          | -          | -          | 13+    | 0+     |
| 2011-2012             | NK Zagabria           | 1.HNL                 | 21         | 3          | CC              | ?               | ?               | -                  | -                  | -                  | -          | -          | -          | 21+    | 3+     |
| 2012-gen. 2013        | NK Zagabria           | 1.HNL                 | 12         | 0          | CC              | ?               | ?               | -                  | -                  | -                  | -          | -          | -          | 12+    | 0+     |
| Totale NK Zagabria    | Totale NK Zagabria    | Totale NK Zagabria    | 105        | 5          |                 | ?               | ?               |                    | -                  | -                  |            | -          | -          | 105+   | 5+     |
| gen.-giu. 2013        | Xəzər-Lənkəran        | PL                    | 13         | 0          | CA              | 4               | 0               | -                  | -                  | -                  | -          | -          | -          | 17     | 0      |
| lug.-set. 2013        | Xəzər-Lənkəran        | PL                    | 0          | 0          | CA              | 0               | 0               | UEL                | 4                  | 0                  | -          | -          | -          | 4      | 0      |
| Totale Xəzər-Lənkəran | Totale Xəzər-Lənkəran | Totale Xəzər-Lənkəran | 13         | 0          |                 | 4               | 0               |                    | 4                  | 0                  |            | -          | -          | 21     | 0      |
| 2013-2014             | Zadar                 | 1.HNL                 | 20         | 1          | CC              | 3               | 0               | -                  | -                  | -                  | -          | -          | -          | 23     | 1      |
| 2014-2015             | CSKA Sofia            | A-PFG                 | 16         | 2          | CB              | 0               | 0               | -                  | -                  | -                  | -          | -          | -          | 16     | 2      |
| ago.-dic. 2015        | Tromsø                | ES                    | 7          | 0          | CN              | -               | -               | -                  | -                  | -                  | -          | -          | -          | 7      | 0      |
| gen.-giu. 2016        | Omonia                | A                     | 10         | 0          | CC              | 2               | 0               | UEL                | -                  | -                  | -          | -          | -          | 12     | 0      |
| 2016-gen. 2017        | Omonia                | A                     | 15         | 0          | CC              | 2               | 0               | UEL                | 4                  | 0                  | -          | -          | -          | 21     | 0      |
| Totale Omonia         | Totale Omonia         | Totale Omonia         | 25         | 0          |                 | 4               | 0               |                    | 4                  | 0                  |            | -          | -          | 33     | 0      |
| 2017                  | Seongnam              | KCha                  | 0          | 0          | CCS             | 0               | 0               | -                  | -                  | -                  | -          | -          | -          | 0      | 0      |
| Totale                | Totale                | Totale                | 161        | 8          |                 | 7+              | 0+              |                    | 4                  | 0                  |            | -          | -          | 168+   | 8+     |